# بولشویه ناگاتکینو
بولشویه ناگاتکینو (روسی: Большо́е Нага́ткино) یک شهرک در استان اولیانوفسک در کشور روسیه است.